# Granados (Sonora)
Granados é um município do estado de Sonora, no México.